# Enclos paroissial de Saint-Herbot
L'enclos paroissial de Saint-Herbot est un enclos paroissial situé à Saint-Herbot dans la commune de Plonévez-du-Faou (Finistère, Bretagne). Il inclut l'église Saint-Herbot, un calvaire et un ossuaire attaché. L'ensemble est classé monument historique en 1914.

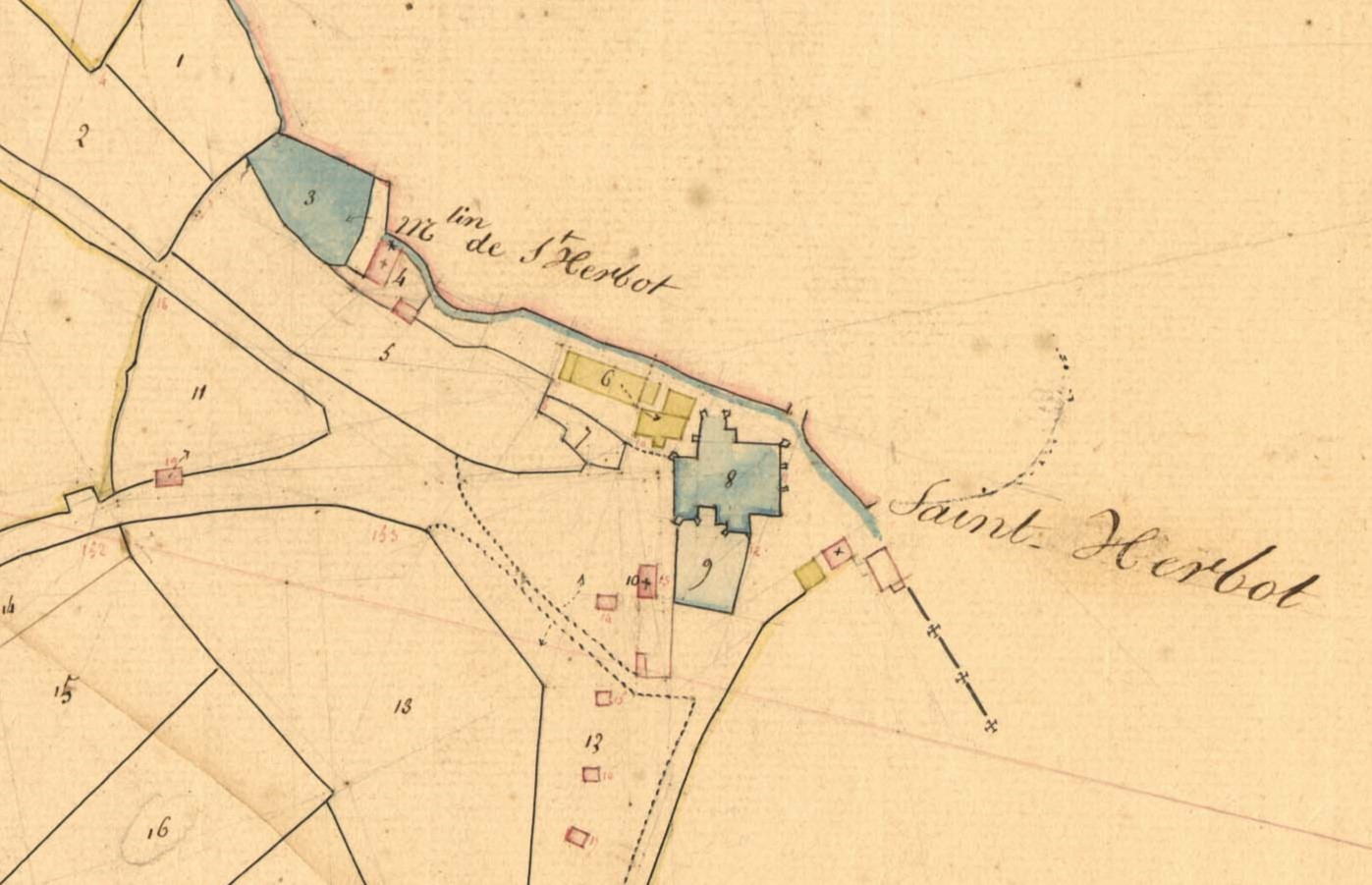
Plan de l'enclos en 1839. L'enclos n'est situé que sur la partie sud de l'église.

## Galerie

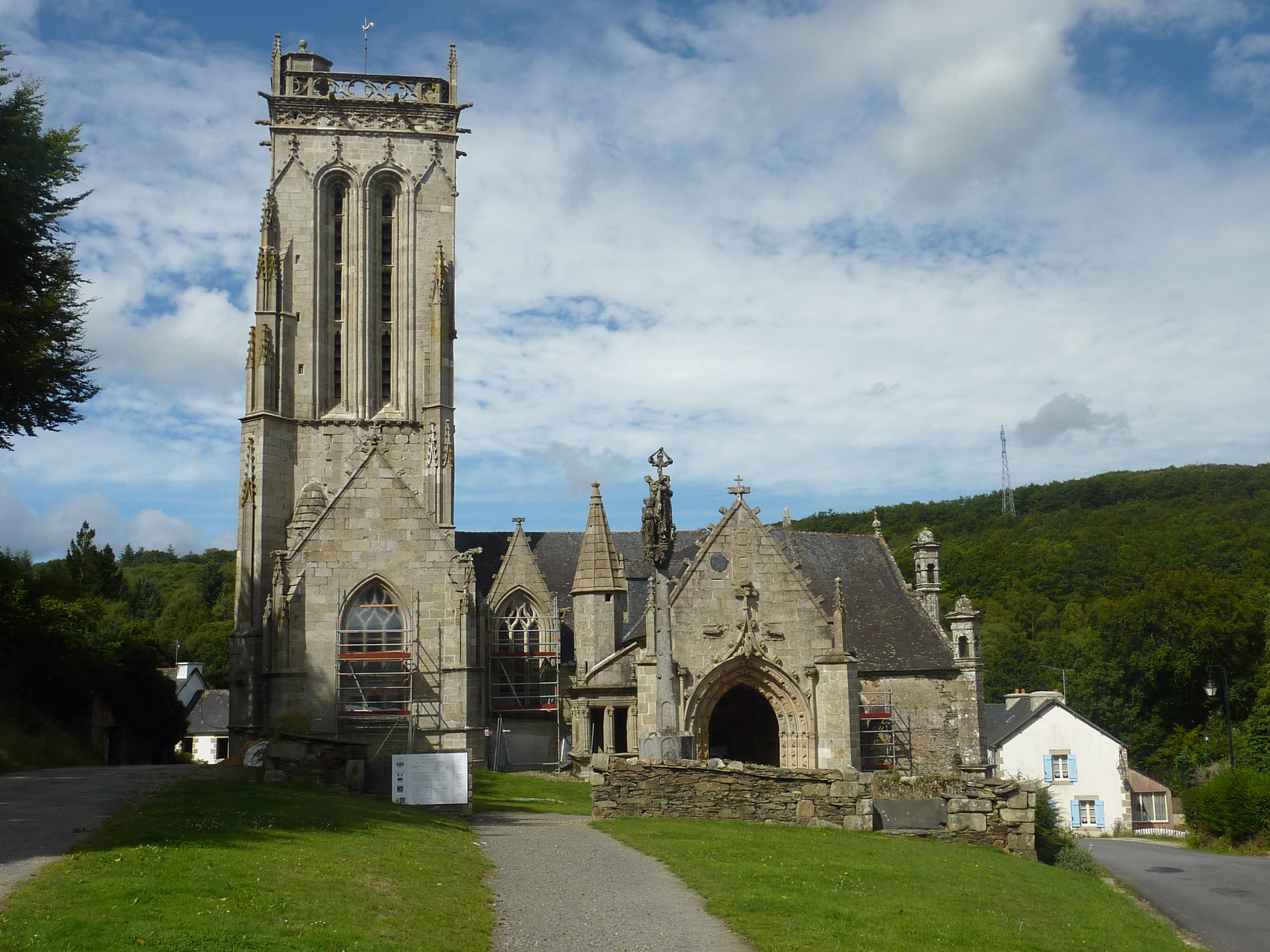
L'église.
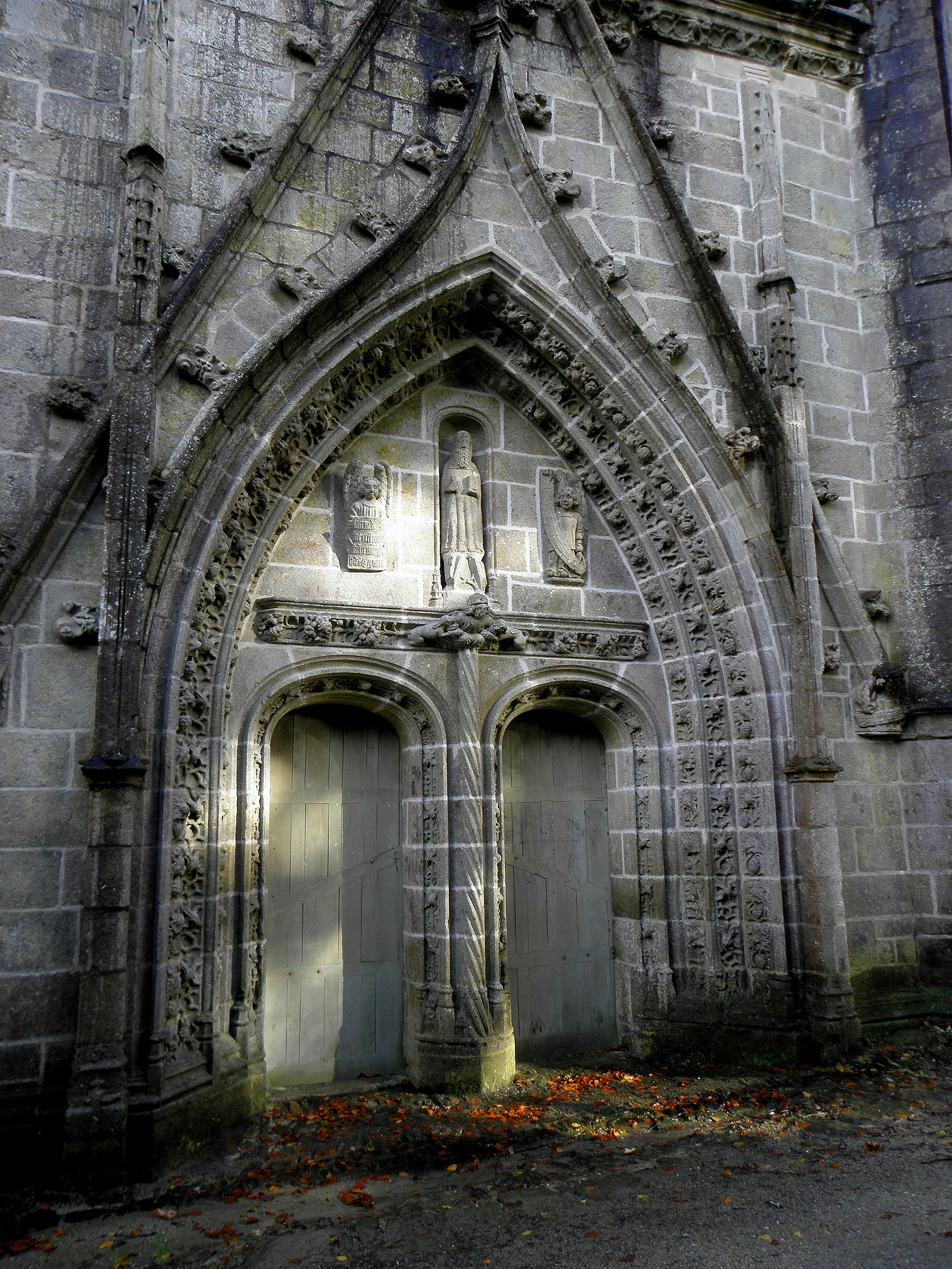
La porte occidentale de l'église.
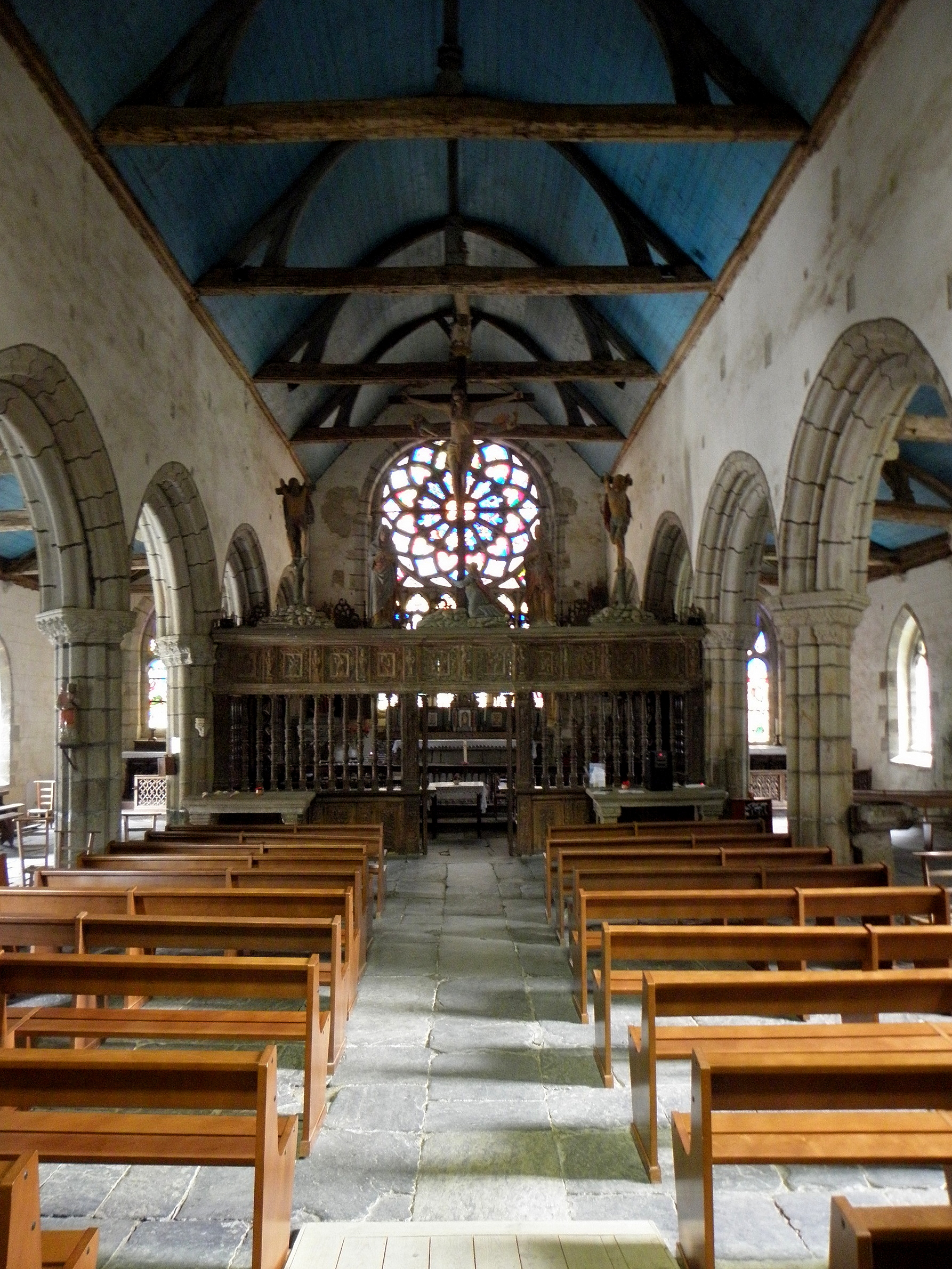
Intérieur de l'église.
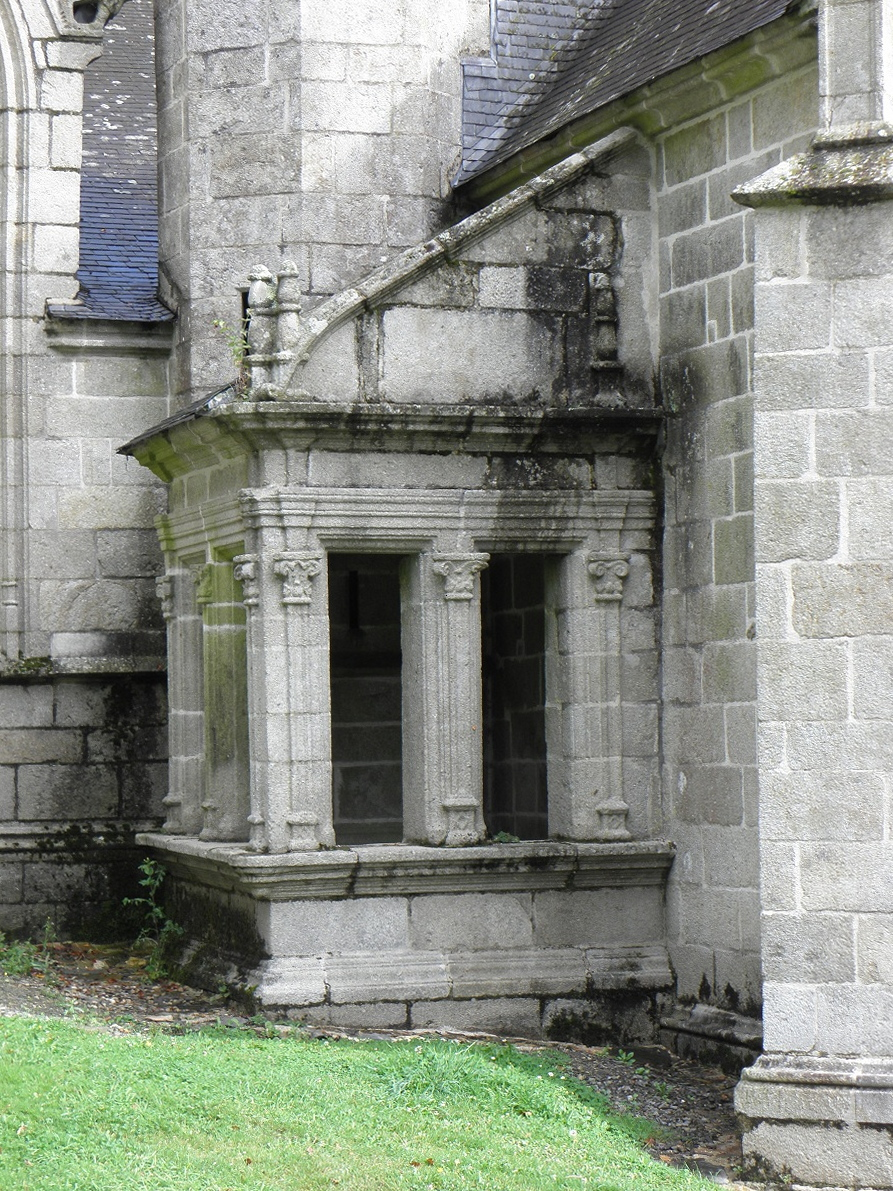
L'ossuaire.
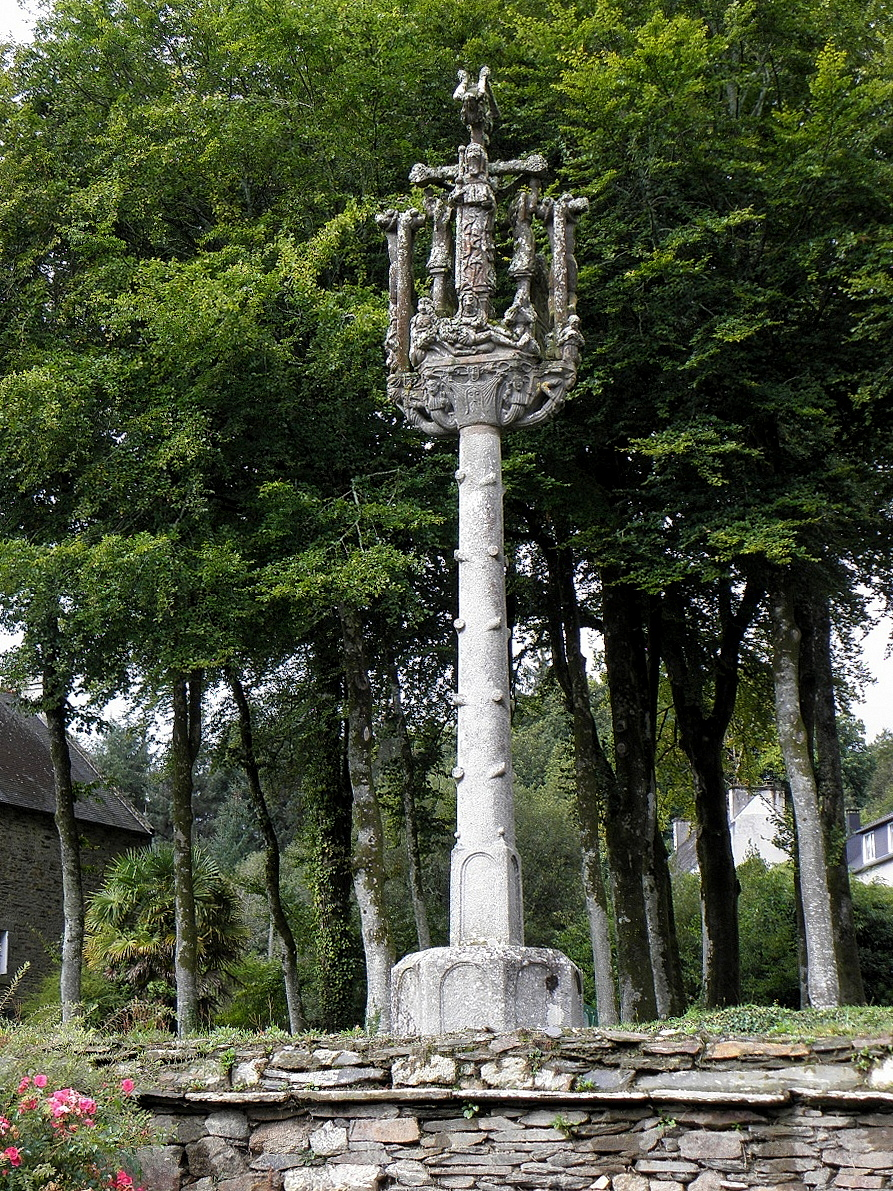
Le calvaire.